# Atka (Russie)
Pour les articles homonymes, voir Atka.
Atka (en russe : Атка) est une commune urbaine du raïon de la Khassyne dans l'oblast de Magadan, en Russie.

## Géographie
Les sources de la Yama se trouvent près d'Atka et la rivière Maltan coule vers le nord, à l'ouest de la ville. La chaîne de montagnes Maïmandjine s'élève au-dessus des côtés nord et est. Atka se trouve sur la même longitude que Sydney, en Australie, tous deux situés sur le 151e méridien.